# Liste des monuments historiques de Crémieu
Ce tableau présente la liste de tous les monuments historiques classés ou inscrits dans la ville de Crémieu, Isère, en France.

## Statistiques
Crémieu compte 21 protections au titre des monuments historiques. 6 concernent des classements, les 15 autres des inscriptions.

## Liste
| Monument                   | Adresse                            | Coordonnées                      | Notice         | Protection | Date           | Illustration               |
| -------------------------- | ---------------------------------- | -------------------------------- | -------------- | ---------- | -------------- | -------------------------- |
| Chapelle Saint-Antoine     | 5 rue Saint-Antoine                | 45° 43′ 34″ nord, 5° 15′ 16″ est | « PA00117151 » | Inscrit    | 1980           | Chapelle Saint-Antoine     |
| Château delphinal          | Montée Saint-Laurent               | 45° 43′ 34″ nord, 5° 14′ 58″ est | « PA00117152 » | Inscrit    | 1943           | Château delphinal          |
| Couvent des Augustins      | Les Augustins                      | 45° 43′ 29″ nord, 5° 15′ 02″ est | « PA00117153 » | Classé     | 1906 1961 1967 | Couvent des Augustins      |
| Couvent de la Visitation   | Place des Visitandines             | 45° 43′ 36″ nord, 5° 15′ 10″ est | « PA00117154 » | Inscrit    | 1983           | Couvent de la Visitation   |
| Église Saint-Jean-Baptiste | Place de l’Église                  | 45° 43′ 30″ nord, 5° 15′ 04″ est | « PA00117155 » | Classé     | 1907           | Église Saint-Jean-Baptiste |
| Fontaine                   | Place de la Nation                 | 45° 43′ 29″ nord, 5° 15′ 00″ est | « PA00117156 » | Inscrit    | 1980           | Fontaine                   |
| Fontaine                   | Rue Notre-Dame-du-Reclus           | 45° 43′ 33″ nord, 5° 15′ 18″ est | « PA00117157 » | Inscrit    | 1980           | Fontaine                   |
| Halles                     |                                    | 45° 43′ 29″ nord, 5° 15′ 12″ est | « PA00117158 » | Classé     | 1906           | Halles                     |
| Hôpital                    |                                    | 45° 43′ 37″ nord, 5° 15′ 13″ est | « PA00117159 » | Inscrit    | 1928           | Image manquante Téléverser |
| Ancien Hôtel de ville      | 21 rue du Four-Banal               | 45° 43′ 34″ nord, 5° 15′ 15″ est | « PA00117160 » | Inscrit    | 1980           | Ancien Hôtel de ville      |
| Maison Fenêtre             | Côte Faulchet 5A rue du Four Banal | 45° 43′ 31″ nord, 5° 15′ 08″ est | « PA00117161 » | Inscrit    | 1928           | MaisonFenêtre              |
| Maison du Colombier        | 1 côte Faulchet Rue du Four-Banal  | 45° 43′ 31″ nord, 5° 15′ 08″ est | « PA00117162 » | Inscrit    | 1980           | Maison du Colombier        |
| Maison                     | 34 rue Frandin                     | 45° 43′ 34″ nord, 5° 15′ 06″ est | « PA00117163 » | Inscrit    | 1982           | Maison                     |
| Maison                     | 16 rue de la Loi                   | 45° 43′ 29″ nord, 5° 15′ 00″ est | « PA00117164 » | Inscrit    | 1984           | Maison                     |
| Maison                     | 24 rue du Marché-Vieux             | 45° 43′ 35″ nord, 5° 15′ 10″ est | « PA38000004 » | Inscrit    | 1997           | Maison                     |
| Maison de la Poype         | 3 rue Saint-Jean Rue du Four-Banal | 45° 43′ 31″ nord, 5° 15′ 08″ est | « PA00117166 » | Inscrit    | 1981           | Maison de la Poype         |
| Maison des trois pendus    | Rue du Marché-Vieux                | 45° 43′ 35″ nord, 5° 15′ 13″ est | « PA00117165 » | Classé     | 1926           | Maison des trois pendus    |
| Porte des Augustins        | Place de la Nation                 | 45° 43′ 28″ nord, 5° 15′ 01″ est | « PA00117167 » | Inscrit    | 1981           | Porte des Augustins        |
| Porte François Ier         |                                    | 45° 43′ 34″ nord, 5° 15′ 18″ est | « PA00117169 » | Classé     | 1906           | Porte François Ier         |
| Porte de Lyon              | Cours Raverat                      | 45° 43′ 28″ nord, 5° 14′ 57″ est | « PA00117168 » | Classé     | 1906           | Porte de Lyon              |
| Tour de l'Horloge          |                                    | 45° 43′ 26″ nord, 5° 15′ 16″ est | « PA00117170 » | Inscrit    | 1926           | Tour de l'Horloge          |
| Tour Saint-Hippolyte       |                                    | 45° 43′ 26″ nord, 5° 15′ 16″ est | « PA00117170 » | Inscrit    | 1926           | Tour Saint-Hippolyte       |